# Chouette du Sichuan
Strix davidi
Espèce
Synonymes
- Syrnium davidi Sharpe, 1875
(protonyme)
- Strix uralensis davidi (Sharpe, 1875)

La Chouette du Sichuan (Strix davidi) est une espèce d'oiseaux de la famille des Strigidae, longtemps considérée comme une sous-espèce de la Chouette de l'Oural (S. uralensis).

## Répartition
Son aire s'étend à travers le Sichuan et le sud-est du Qinghai.